# Bram Welten
Bram Welten (* 29. März 1997 in Tilburg) ist ein niederländischer Radrennfahrer.

## Sportlicher Werdegang
Bereits als Junior konnte Welten erste Erfolge für sich verzeichnen. 2015 gewann er vier Rennen, darunter das Junioren-Rennen von Paris–Roubaix.
Mit dem Wechsel in die U23 wurde Welten Mitglied im BMC Development Team und erzielte weitere Erfolge, unter anderem beim Grand Prix Criquielion und der Tour de Bretagne Cycliste. 2017 bekam er die Möglichkeit, als Stagiaire für das BMC Racing Team zu fahren. Seinen ersten Vertrag als Profi bekam er jedoch ab der Saison 2018 beim Team Arkéa-Samsic. Für das Team fuhr er vier Jahre und wurde häufig im Sprintzug eingesetzt, unter anderem für André Greipel und Nacer Bouhanni.
Zur Saison 2022 wechselte Welten zum UCI WorldTeam Groupama-FDJ, wo er häufig als Anfahrer für Arnaud Démare eingesetzt wurde. Damit war er indirekt Leidtragender des Streits um die Nichtnominierung von Arnaud Démare für die Tour de France 2023 und dessen vorzeitigen Abschieds vom Team. Daher verlängerte er seinen Vertrag nicht und wechselte zur Saison 2024 zum Team dsm-firmenich PostNL, bei dem er im Sprintzug für Fabio Jakobsen eingesetzt wird. Beim Giro d’Italia 2024 gab er sein Grand-Tour-Debüt musste die Rundfahrt jedoch bereits im Vorfeld der 4. Etappe krankheitsbedingt aufgeben. Auch die Tour de France 2024 beendete er nicht, nachdem er auf die 15. Etappe das Ziel am Plateau de Beille nicht innerhalb des Zeitlimits erreicht hatte und aus dem Rennen genommen wurde.

## Familie
Bram Welten ist ein Neffe von Danny van Poppel und Boy van Poppel.

## Erfolge
2014
- Punktewertung und Nachwuchswertung Driedaagse van Axel

2015
- Omloop der Vlaamse Gewesten
- eine Etappe Driedaagse van Axel
- Paris–Roubaix Juniors
- Guido Reybrouck Classics

2016
- eine Etappe Triptyque des Monts et Châteaux

2017
- Grand Prix Criquielion
- eine Etappe Tour de Bretagne Cycliste
- Tour de Vendée

2021
- Tour de Vendée

## Grand Tour-Platzierungen
| Grand Tour            | 2024 | 2025 |
| --------------------- | ---- | ---- |
| Giro d’ItaliaGiro     | DNF  | DNF  |
| Tour de FranceTour    | DNF  | …    |
| Vuelta a EspañaVuelta | –    | …    |